# Richard von Perger
Richard von Perger (Wenen, 10 januari 1854 – aldaar, 11 januari 1911) was een Oostenrijks componist, dirigent en muziekpedagoog.
Hij was zoon van schilder en schrijver Anton von Preger. Zijn broer is de chemicus Hugo von Perger. In 1904 werd hij benoemd tot officier van de Parijse Académie des beaux-arts. Hij stond aan het graf van Johannes Brahms en Johann Strauss jr.
Hij kreeg zijn muziekopleiding van Franz Schmidtler (cello) en Leopold Alexander Zellner (compositieleer). Hij studeerde van 1880 tot 1882 bij Johannes Brahms, hij ontving daartoe een toelage. Door de aantrekkingskracht van de Duitsche Opera te Rotterdam trok hij daarnaartoe. Wij werd er in de voetsporen van Friedrich Gernsheim in 1890 docent aan de Muziekschool, gaf leiding aan de Maatschappij ter bevordering van de toonkunst. Het werd omschreven als gok, want hij had in wezen nog niets bereikt in Wenen. Hij werd in 1895 opgevolgd door Anton Verheij, toen hij terugkeerde naar Wenen om er concertdirecteur te worden van Gesellschaft der Musikfreunde in Wien en gaf ook leiding aan het Weens Conservatorium (1899-1907). Bovendien was hij van 1899 tot 1901 naast Eduard Kremser dirigent van Wiener Männergesang-Verein.
Van zijn hand verscheen een aantal composities zoals serenade (trioserenade, serenade voor celo en orkest), meestemmige liederen en een aantal podiumwerken (opera Der Richter von Granada uit 1889, Die 14 Nothelfer uit 1891, Das stählerne Schlosz uit 1903). Hij schreef voorts met Robert Hirschfeld Geschichte der Gesellschaft der Musikfreunde (1912). Hij schreef een biografie over Brahms en een aantal artikelen in de Wiener Zeit. 
Leerlingen van hem waren Dirk Schäfer, Marinus Cornelis van de Rovaart, Carel Drukker en Barend de Bruin.
- Gemeinsame Normdatei: 116079150
- International Standard Name Identifier: 0000 0000 8365 9126
- Library of Congress Control Number: no91022528
- Bibliotheek van het Japanse parlement: 00662504
- Nationale Bibliotheek van Tsjechië: mzk2014838028
- Nationale Bibliotheek van Israël: 987007280992305171
- Nederlandse Thesaurus van Auteursnamen: 225911191
- Virtual International Authority File: 25344324
- WorldCat: E39PBJdMhRpWWvYtGd7QwDW4bd